# 은색의 하늘
「은색의 하늘」 (일본어: 銀色の空)는 음악 밴드 redballoon의 3번째 싱글이다.

## 해설
전작 "달려나가는 계절"의 릴리스로부터 2개월만에 나온 싱글이다. 「은혼」과의 제휴는 「눈의 날개」에서 계속되어 2번째이다. 초회사양으로는, "은혼" 오리지널 슈퍼 클리어 어나더 자켓 (실버 카드 부록) 사양・캐릭터 스티커가 들어가 있다.

## 수록곡
전곡 작사: 이노우에 아키오 작곡: 무라야 코오지 편곡: redballoon, 혼마 아키미츠
1. 은색의 하늘
  - TV 도쿄 계열 애니메이션 "은혼" 제 3기 오프닝 테마
  - e-radio "HotStuff" 2007년 5월 일본 음악 HotStuff embed
2. 페르소나
3. VISION
4. 파음

## 수록 앨범
- 옴니버스 "은혼BEST" (2009년 3월 25일)

## 같이 보기
- 애니메이션 음악

| TV 애니메이션 "은혼" 오프닝 테마 2007년 4월 5일 - 9월 27일 |                          |                                        |
| 전 작품: YO-KING "먼 향기"                                 | redballoon "은색의 하늘" | 다음 작품: Hearts Grow "겹치는 그림자" |